# Kolumbia zászlaja
Kolumbia zászlajának színei a szuverenitást és az igazságot (sárga), a nemességet, a lojalitást és az éberséget (kék), továbbá a bátorságot, a dicsőséget, a nagylelkűséget és a vérrel kivívott győzelmet (vörös) szimbolizálják.
Más értelmezés szerint a színek az univerzális szabadságot (sárga), a fajok és a társadalmi osztályok Isten és törvény előtti egyenlőségét (kék) és a testvériséget (vörös) jelentik.